# Database incerto
Un database incerto è un tipo di database studiato nell'ambito della teoria dei database. L'obiettivo dei database incerti è quello gestire le informazioni sulla cui correttezza esiste un certo grado di incertezza. I database incerti consentono di rappresentare e gestire in modo esplicito l'incertezza sui dati, solitamente in modo succinto.

## Definizione formale
I database incerti si fondano sul concetto di mondo possibile. In particolare, un mondo possibile di un database incerto è un database (certo) che rappresenta una delle possibili realizzazioni del database incerto. Un database incerto ha in genere più mondi possibili, potenzialmente anche infiniti.
Un formalismo per rappresentare database incerti stabilisce, quindi, come rappresentare in modo succinto l'insieme di mondi possibili legati a un database incerto.

## Tipi di database incerti
I modelli di database incerti differiscono per il modo in cui essi rappresentano e quantificano i mondi possibili:
- I database incompleti[2][3] costituiscono una rappresentazione compatta dell’insieme dei mondi possibili: l’uso di NULL in SQL, probabilmente l’istanziazione più comune nei database incerti, è un esempio di modello di rappresentazione dell'incompletezza in un database incompleto.
- I database probabilistici[4] forniscono una rappresentazione compatta di una distribuzione di probabilità sull'insieme dei mondi possibili.
- I database fuzzy[5] costituiscono una rappresentazione compatta di un insieme fuzzy dei mondi possibili.

Sebbene siano stati studiati principalmente nell'ambito del modello relazionale, i modelli di database incerti possono essere definiti anche nell'ambito di altri modelli come i database a grafo o i database XML.

### Database incompleto
Il modello relazionale rappresenta il modello di database più comune. Sono stati definiti vari modelli di database incompleti basati sul modello relazionale che costituiscono estensioni dell'algebra relazionale. Tali estensioni sono state chiamate algebre di Imieliński-Lipski:
- le tabelle di Codd, relazioni con valori nulli
- le c-table[8]
- le v-table[8]

### Esempio
La tabella seguente è una relazione di un database incompleto, descritto attraverso il formalismo dei valori nulli:
| id | Nome  | Stipendio |
| -- | ----- | --------- |
| 1  | Alice | 10.000    |
| 2  | Bobo  | NULL      |
| 3  | Carlo | NULL      |

Esistono infiniti mondi possibili per questo database incompleto, ottenuti sostituendo i valori nulli con valori concreti. Ad esempio, la seguente relazione è un mondo possibile:
| id | Nome  | Stipendio |
| -- | ----- | --------- |
| 1  | Alice | 10.000    |
| 2  | Bobo  | 8.000     |
| 3  | Carlo | 12.000    |